# Mettau
Mettau (toponimo tedesco) è una frazione di 301 abitanti del comune svizzero di Mettauertal, nel Canton Argovia (distretto di Laufenburg).

## Storia

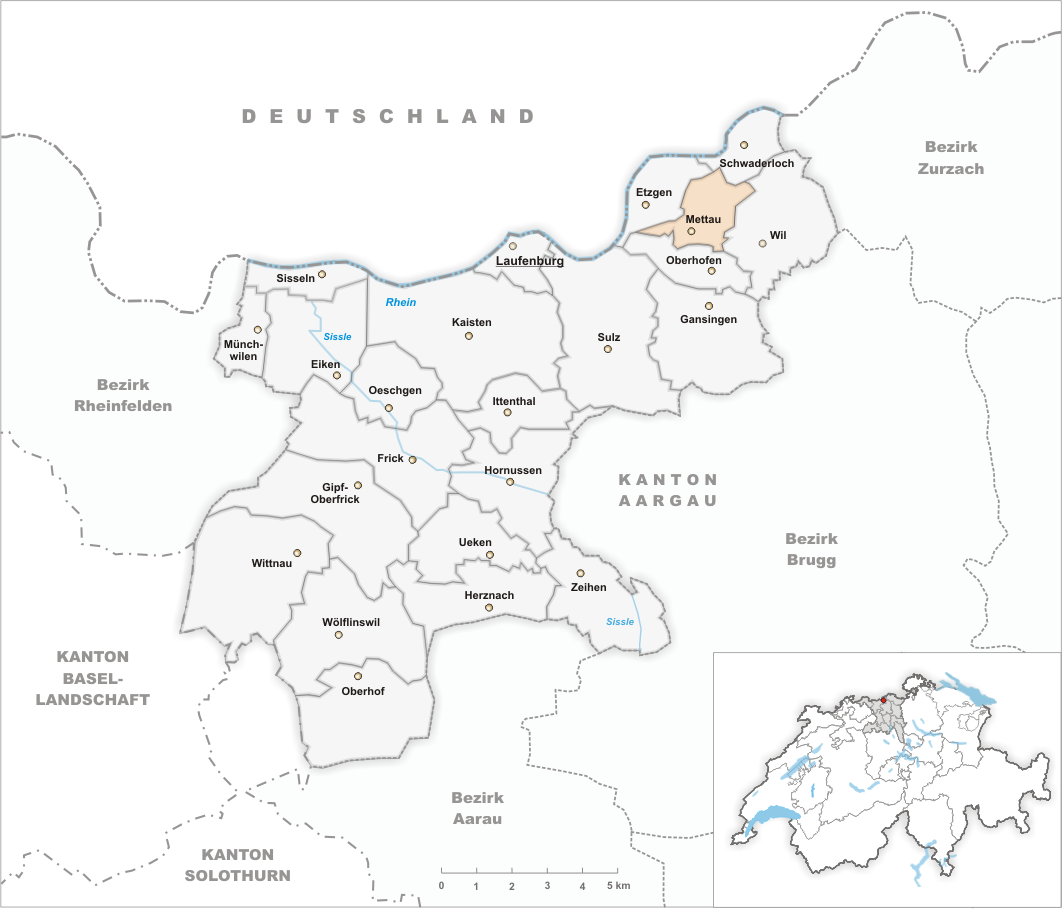
Il territorio del comune di Mettau prima degli accorpamenti comunali del 2010

Già comune autonomo dal quale nel 1803 era stata scorporata la località di Wil e nel 1833 quella di Oberhofen, entrambe divenute comuni autonomi, nel 2010 è stato accorpato agli altri comuni soppressi di Etzgen, Hottwil, Oberhofen e Wil per formare il nuovo comune di Mettauertal, del quale Mettau è il capoluogo.

## Monumenti e luoghi d'interesse

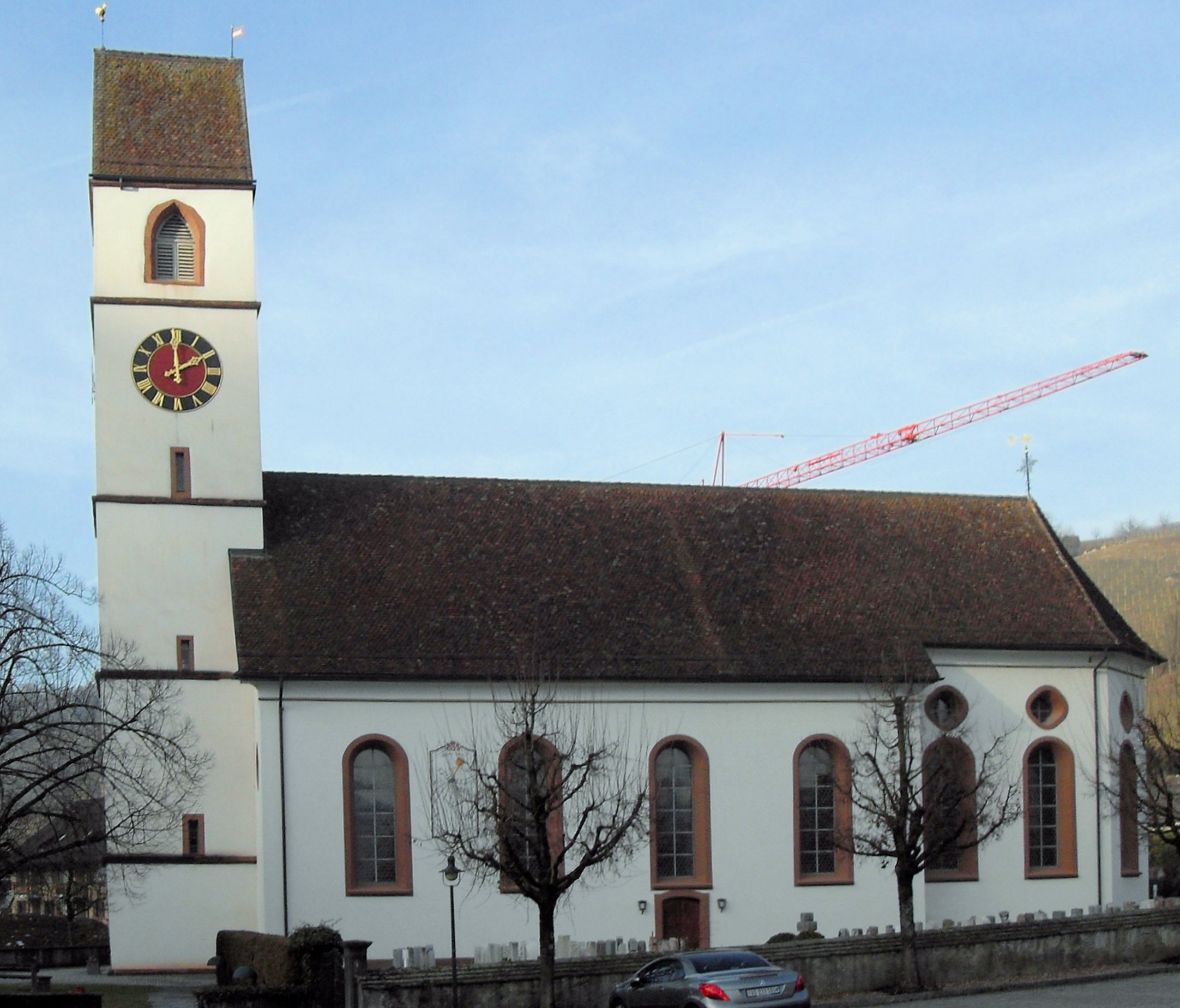
La chiesa cattolica di San Remigio

- Chiesa cattolica di San Remigio, attestata dal 1254 e ricostruita nel 1773-1775[1].

## Società

### Evoluzione demografica
L'evoluzione demografica è riportata nella seguente tabella:
Abitanti censiti

## Amministrazione
Ogni famiglia originaria del luogo fa parte del cosiddetto comune patriziale e ha la responsabilità della manutenzione di ogni bene ricadente all'interno dei confini del comune.